# 新时代 (刊物)

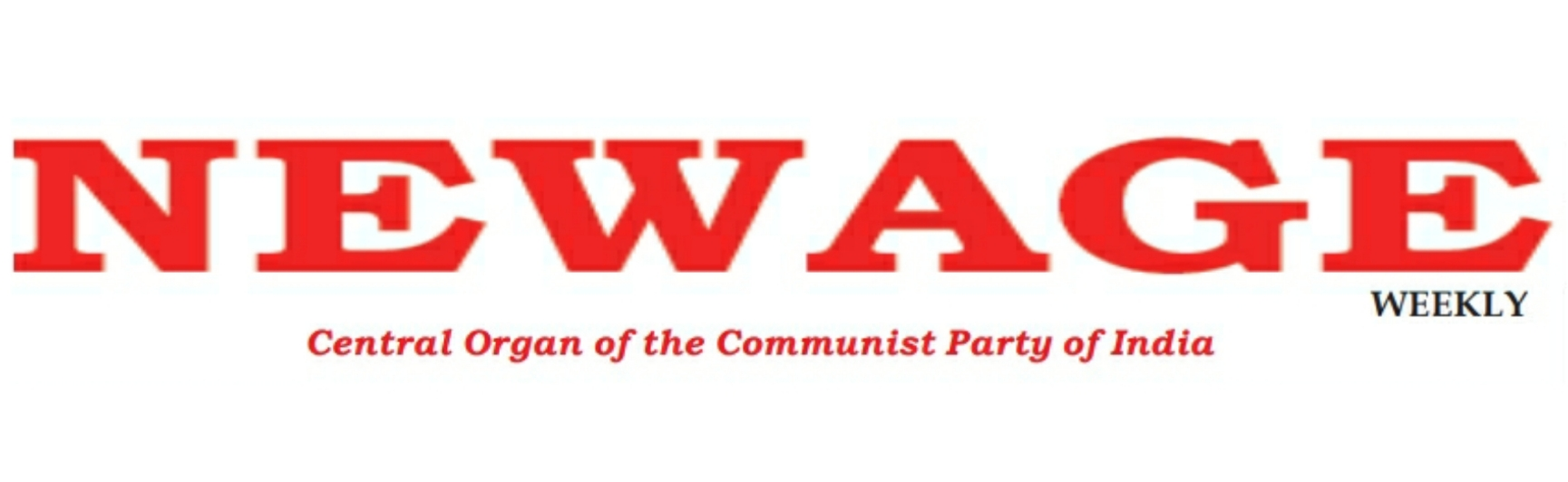
《新时代》标志

《新时代》（英語：New Age）是印度的一份英语左翼周刊，为印度共产党中央委员会的机关刊物。1934年，它以月刊形式问世，首任主编是S·V·加特。现任主编是比诺伊·维斯瓦姆。报社总部位于新德里。